# Kovačevići
Kovačevići  es una población rural de la municipalidad de Cazin, en Bosnia y Herzegovina.

## Demografía
Hasta 2013 la población era de 886 habitantes.